# Марк Твен
Марк Твен (англ. Mark Twain, вимовляється Твейн), справжнє ім'я: Семюел Ленґгорн Клеменс (англ. Samuel Langhorne Clemens; 30 листопада 1835 Флорида, штат Міссурі — 21 квітня 1910, Реддінг, штат Коннектикут) — американський письменник, гуморист, сатирик, публіцист, видавець. Найвідомішими творами є «Пригоди Тома Соєра» та «Пригоди Гекльберрі Фінна».
Вільям Фолкнер писав, що він був «першим по-справжньому американським письменником, і всі ми відтоді — його наступники», а Ернест Хемінгуей писав, що «вся сучасна американська література вийшла з однієї книжки Марка Твена, яка називається „Пригоди Гекльберрі Фінна“».

## Біографія

### Дитинство і юність
Сем'юел Клеменс народився в сім'ї збіднілого теннессійського купця Джона-Маршала Клеменса (11 серпня 1798 — 24 березня 1847) і Джейн Лемптон-Клеменс (18 червня 1803 — 27 жовтня 1890 року). Він був шостою дитиною у сім'ї, в якій було семеро дітей і тільки четверо з них вижило.
Коли Маркові Твену виповнилося чотири роки, його сім'я переїхала у місто Ганнібал, де був річковий порт на Міссісіпі. Згодом Ганнібал став прообразом містечка Сент-Пітерсберг у романах «Пригоди Тома Соєра» та «Пригоди Гекльберрі Фінна». На той час штат Міссурі був рабовласницьким, тому вже тоді Марк Твен зміг ознайомитися із рабством, яке буде згодом описувати й засуджувати у своїх творах.
У березні 1847 року, коли Марку Твену було 12 років, його батько помер від пневмонії. Наступного року Марк почав працювати помічником у друкарні. З 1851 року займався набором (друком) і редагуванням статей та гумористичних нарисів для газети «Ганнібальський часопис», власником якої був його брат Оріон. У віці 18 років він залишив Ганнібал, працював у друкарнях Нью-Йорка, Філадельфії, Сент-Луїса та інших міст. Займався самоосвітою, багато часу проводячи в бібліотеці, таким чином отримуючи стільки знань, скільки він би зміг одержати, закінчивши звичайну школу. У віці 22 років Твен повернувся в штат Міссурі. На шляху до Нового Орлеану подорожував на пароплаві. Тоді ж у нього з'явилася мрія стати капітаном корабля. У цей час така робота була вельми високооплачуваною — середня зарплата становила $250 на місяць, що дорівнює сьогоднішнім $155 000 на рік.
Тоді пароплави будувалися із ненадійного легкозаймистого дерева і ніякі освітлювальні прилади, лампи, свічки вночі не були дозволені, оскільки це робило подорожі дуже ризикованими й небезпечними. Капітан пароплава мусив бути добре обізнаним із маршрутом, з берегами і портами річки, щоб у будь-якому з них бути спроможним зупинитися. Твен за два роки надзвичайно ретельно вивчив 2 000 миль (3 200 кілометрів) річки Міссісіпі і у 1859 році отримав диплом капітана корабля. Навчаючись, Семюель заохочував свого молодшого брата працювати з ним. Але Генрі загинув 21 червня 1858 року, коли пароплав, на якому він працював, вибухнув. Марк Твен передбачив цю смерть — вона йому приснилася за місяць до того. Цей випадок зацікавив його парапсихологією. Згодом він став членом Товариства Психічних Досліджень (Society for Psychical Research). Твен вважав, що він насамперед винен у смерті свого брата і почуття провини не покидало його аж до смерті. Однак він продовжував працювати на річці доти, поки не спалахнула Громадянська війна і судноплавство на Міссісіпі припинилося.

### Дезертирство
Йому довелося стати солдатом війська Конфедерації. Утім за два тижні він дезертирував з армії Півдня і рушив на захід, до брата в Неваду. Тоді саме пройшла чутка, що в диких преріях цього штату знайшли срібло й золото. Тут Твен працював цілий рік на срібному руднику. Паралельно він писав гумористичні оповідання для газети «Терріторіал ентерпрайз» у Вірджинія-Сіті й у серпні 1862 року одержав запрошення стати її співробітником. Тоді ж узяв собі за псевдонім вислів лотових на Міссісіпі, які викрикували «mark twain» («марка 2 фатоми»), що означало достатню глибину для безпечного плавання.

### Мандри (також в Україну)
Протягом декількох років він працював у різних газетах як репортер і фейлетоніст. Крім цього, він заробляв додаткові кошти публічним читанням своїх гумористичних оповідань. Як кореспонденту «Альта Каліфорнія» йому вдалося взяти участь у середземноморському круїзі на пароплаві «Квакер-Сіті», під час якого зібрав матеріал для своєї першої книги «Простаки за кордоном». Тоді ж письменник побував і на території сучасної Україні, відвідавши такі міста, як Одеса, Севастополь та Ялта. Побував також і в резиденції російського імператора в Лівадії.
Поява 1869 року повісті «Простаки за кордоном» викликала деякий інтерес з боку публіки через рідкісне для тих років поєднання добротного південного гумору й сатири. Таким чином, літературний дебют Марка Твена відбувся. Крім того, у лютому 1870 року він одружився із сестрою свого друга Ч. Ленгдона, з яким познайомився під час круїзу, — Олівією.
Наступною успішною книгою став написаний у співавторстві з Чарльзом Ворнером роман «Позолочене століття». Стилі співавторів серйозно різнилися, але з іншого боку роман припав до смаку читачам настільки, що назвою роману охрестили час правління президента Улісса Гранта. 1876 року побачила світ нова книга Твена, яка не тільки закріпила його роль видатного американського письменника, але й назавжди внесло його ім'я в історію світової літератури — «Пригоди Тома Соєра». Письменник згадав дитинство в Ганнібалі й своє життя в ті роки. І от на сторінках книги з'явилися описи містечка Сент-Пітерсберг, у якому легко можна впізнати Ганнібал, як, утім, і безліч інших дрібних населених пунктів, які розкинулися на берегах Міссісіпі. А Том Соєр був схожий на юного Семюеля Клеменса, який дуже не любив школу й у 9 років уже палив.
Успіх книги перевершив усі сподівання. Книга, наповнена простим гумором і написана доступною мовою, сподобалася широкому загалу звичайних американців. Це визнання читачів Твен закріпив наступною книгою, яка також не розраховувалася на витончені смаки літературних критиків. Повість «Принц і жебрак», яка вийшла друком у 1882 році, переносить читачів в Англію епохи Тюдорів. Захоплюючі пригоди поєднуються в цій повісті з мрією простого американця розбагатіти.
Історична тема зацікавила письменника. У передмові до свого нового роману «Янкі з Коннектикуту при дворі короля Артура» Твен написав:
|  | «Якщо хто-небудь схильний засуджувати нашу сучасну цивілізацію, що ж, перешкодити цьому не можна, але непогано іноді провести порівняння між нею і тим, що робилося на світі раніш, а це повинно заспокоїти і вселити надію». |

### Успішний бізнесмен
До 1884 року Твен був уже відомим літератором і до того ж ще і став успішним бізнесменом. Він заснував видавничу фірму, номінально очолену Ч. Л. Вебстером, чоловіком його племінниці. Однією з перших книг, що вийшли у власному видавництві, стала його «Пригоди Гекльберрі Фінна». Твір, який, за визнанням критиків, став найкращим у творчості Марка Твена, задумувався як продовження «Пригод Тома Соєра». Однак він вийшов набагато складнішим і багатошаровим. Позначилося те, що письменник створював його протягом майже 10 років. У цій книзі Твен вперше в американській літературі використав розмовну мову американської глибинки.
Серед інших книг, випущених видавництвом Твена, можна назвати «Спогади» вісімнадцятого президента США У. С. Гранта. Вони стали бестселером і принесли на певний час родині Твена бажане матеріальне благополуччя.
Видавнича фірма Твена успішно існувала аж до економічної кризи 1893 — 1894 років. Бізнес письменника не витримав жорстокого удару й збанкрутував. Але справи й до цього останнім часом йшли не блискуче. Ще в 1891 році Марк Твен із метою економії коштів був змушений перебратися в Європу. Час від часу він приїжджав до Сполучених Штатів, намагаючись виправити своє матеріальне становище. Після розорення він довго не визнавав себе банкрутом. Зрештою йому вдалося домовитися з кредиторами про відстрочку виплати боргів. Це він зміг зробити тільки 1898 року. За цей час Твен написав кілька творів, серед яких його найсерйозніша історична проза — «Особисті спогади про Жанну д'Арк» (1896), а також «Роззява Вільсон» (1894), «Том Соєр за кордоном» (1894) і «Том Соєр-детектив» (1896). Але жоден з них не мав того успіху, який мали минулі книги Твена.

### Останні роки
До кінця XIX століття в США почали публікувати зібрання творів Марка Твена, ставлячи тим самим його в розряд класиків минулих днів. Однак XX-те століття Марк Твен ознаменував творами, покликаними викривати неправду й несправедливість: «Людина, що ходить у пітьмі», «Сполучені Лінчуючі Штати», «Монолог царя», «Монолог короля Леопольда в захист його панування в Конго». Проте американці, які знали його як класика «легкої» літератури, не сприйняли ці твори. 1901 року він одержав почесний ступінь доктора красного письменства від Єльського університету. У наступному році — почесний ступінь доктора права від Міссурійського університету. Він дуже пишався цими званнями. Для людини, яка у 12 років покинула школу, визнання його таланту науковою спільнотою знаменитих університетів було дуже приємним.
У 1906 році Твен найняв особистого секретаря, яким став А. Б. Пейн. Секретар висловив своє бажання написати книгу про життя письменника. Однак Твен і сам уже кілька разів сідав за стіл, з метою написати автобіографію. У результаті письменник почав диктувати Пейнові історію свого життя. Через рік його знову відзначили науковим ступенем. Він одержав почесний ступінь доктора красного письменства від Оксфордського університету.
До того часу він уже тяжко хворів, а більшість членів його родини померли один за одним. Письменника турбували жорстокі напади стенокардії. Зрештою 21 квітня 1910 року у віці 74 років Марк Твен помер.
Його останній твір — сатирична повість «Таємничий незнайомець» вийшла посмертно 1916 року за незавершеним рукописом.

## Автобіографія Твена
Марк Твен працював над автобіографією з 1870 по 1905 рік, але так і не завершив її. У своєму заповіті письменник окремо прописав особливі інструкції, згідно з якими його біографію можна видати лише через 100 років після його смерті, а окремі її частини — взагалі не раніше, ніж через 500 років. Такі доволі дивні умови у заповіті Твена пояснюються тим, що він у своїх мемуарах був дуже відвертим — як щодо того, що стосувалося його самого, так і в розповідях про сучасне йому оточення. Розмірковуючи про війни, релігії, політику та політиків, Твен не добирав висловів, тому й боявся, що окремі судження, бувши оприлюдненими, можуть викликати гнів згаданих ним осіб або й їхніх нащадків.
Своєрідний столітній «карантин» на публікацію автобіографії Твена закінчився у 2010 році, відтак того року в США побачив світ перший із трьох томів спогадів письменника.

### Творча кар'єра
Найбільшим внеском Твена в американську й світову літературу вважається роман «Пригоди Гекльберрі Фінна». Багато хто вважає це взагалі найкращим літературним твором, коли-небудь створеним у США[джерело?]. Також великою популярністю користуються «Пригоди Тома Соєра», «Янкі з Коннектикуту при дворі короля Артура» і збірник автобіографічних оповідань «Життя на Міссісіпі». Багато цитат з творів Марка Твена й досі надихають і спонукають до роздумів, демонструючи його вічний дотеп і мудрість. Марк Твен починав свою кар'єру з невибагливих гумористичних куплетів, а закінчував повними тонкої іронії нарисами людських звичаїв, гостро сатиричними памфлетами на соціально-політичну тематику і філософсько-глибокими й при цьому доволі песимістичними роздумами про долю цивілізації.
Багато публічних виступів і лекцій були втрачені або не були записані, окремі твори й листи були заборонені до друку самим автором за його життя і на десятиліття після смерті.
Твен був прекрасним оратором. Він допоміг створити[джерело?] і популяризувати американську літературу як таку з її характерною тематикою і яскравою незвичайною мовою. Отримавши визнання й популярність, Марк Твен багато часу приділяв пошуку молодих літературних талантів і допомагав їм пробитися, використовуючи свій вплив і придбану ним видавничу компанію.
Твен захоплювався наукою та науковими проблемами. Він дуже дружив із Ніколою Теслою, вони багато часу проводили разом у лабораторії Тесли. До свого роману «Янкі з Коннектикуту при дворі короля Артура» Твен ввів подорож у часі, в результаті якого багато сучасних технологій опинилися в Англії часів короля Артура. Технічні подробиці, які наводяться в романі, свідчать про знайомство Твена з досягненнями сучасної йому науки.
Двома іншими найвідомішими захопленнями Марка Твена були гра на більярді й куріння люльки. Відвідувачі будинку Твена іноді говорили, що в кабінеті письменника стояв такий густий тютюновий дим, що самого господаря майже не можна було розгледіти.
Твен був відомою особою Американської антиімперської ліги, яка протестувала проти американської анексії Філіппін. У відповідь на ці події, в яких загинуло близько 600 чоловік, він написав «Інцидент на Філіппінах», але твір вийшов тільки 1924 року, через 14 років після смерті Твена.
Час від часу деякі твори Твена заборонялися американською цензурою з різних причин. Здебільшого це пояснювалося активною громадянською та соціальною позицією письменника. Деякі твори, які могли б образити релігійні почуття людей, Твен не друкував на прохання своєї сім'ї. Так, наприклад, «Таємничий незнайомець» залишався неопублікованим до 1916 року. А найбільш суперечливою роботою Твена, мабуть, була гумористична лекція в паризькому клубі, опублікована під назвою «Роздуми про науку онанізму». Центральна ідея лекції була такою: «Якщо вже потрібно ризикнути життям на сексуальному фронті, то не мастурбуйте занадто багато». Есе вийшло лише 1943 року обмеженим накладом у 50 екземплярів. Ще кілька антирелігійних творів залишалися ненадрукованими до 1940-х років.

## Особиста позиція

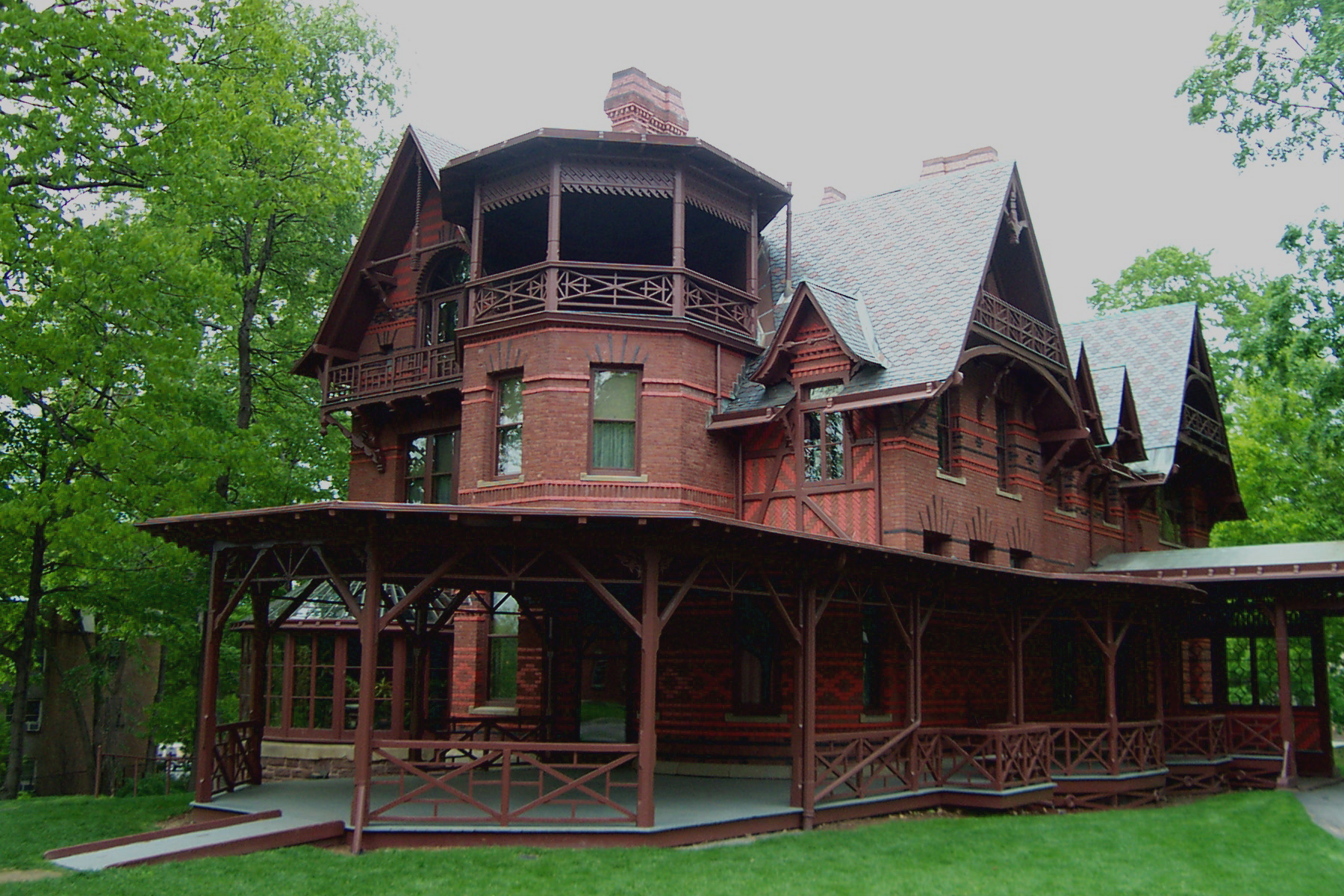
Будинок-музей Марка Твена в Хартфорді

### Політичні погляди
З поглядами Марка Твена на ідеальну форму правління і політичний режим можна ознайомитися, прочитавши його промову «„Лицарі праці“ — нова династія», з якою 22 березня 1886 року він виступив у місті Гартфорді, на засіданні клубу «У понеділок увечері». Вперше ця промова під заголовком «Нова династія» вийшла у вересні 1957 року в журналі «New England Quarterly».
Марк Твен дотримувався позиції, що влада повинна належати тільки і тільки народу. Він вважав, що

Влада однієї людини над іншими означає пригнічення — незмінно і завжди пригнічення; хай не завжди свідоме, навмисне, обдумане, не завжди суворе, або тяжке, або жорстоке, або огульне, — але так чи інакше — завжди пригнічення в тому чи іншому вигляді. Кому не вручи владу, вона неодмінно проявиться в пригніченні. Дайте владу дагомейському цареві — і він відразу почне перевіряти влучність своєї новенької скорострільної гвинтівки на кожному, хто проходить повз його палац; люди будуть падати один за іншим, але ні йому, ні його придворним і в голову не прийде, що він робить щось неналежне. Дайте владу голові християнської церкви в Росії — імператору, — і він одним помахом руки, точно відганяючи мошкару, пошле незліченну безліч молодих чоловіків, матерів з немовлятами на руках, сивочолих старців і юних дівчат в неймовірне пекло свого Сибіру, а сам спокійнісінько вирушить снідати, навіть не відчувши, яке варварство тільки що зробив. Дайте владу Костянтинові або Едвардові IV, або Петрові Великому, або Річардові III, — я міг би назвати ще сотню монархів, — і вони переб'ють своїх найближчих родичів, після чого відмінно заснуть, навіть без снодійного … Дайте владу кому завгодно — і ця влада буде пригнічувати.

Автор підрозділяв людей на дві категорії: гнобителів і пригноблених. Перших небагато — король, жменька інших наглядачів і підручних, а других безліч — це народи світу: найкращі представники людства, робочі люди — ті, хто своєю працею добуває хліб.
Марк Твен вважав, що всі правителі, які досі правили у світі, співчували і протегували класам і кланам роззолочених нероб, спритних казнокрадів, невтомних інтриганів, порушників громадського спокою, які думають тільки про свою вигоду. І на думку письменника, єдиним правителем або королем повинен бути сам народ:

Але цей король — природжений ворог тих, хто інтригує і говорить красиві слова, але не працює. Він буде нам надійним захистом проти соціалістів, комуністів, анархістів, проти бродяг і корисливих агітаторів, які борються за «реформи», які дали б їм шматок хліба і популярність за рахунок чесних людей. Він буде нам притулком і захистом проти них і проти всіх видів політичної хвороби, зарази і смерті.
Як він використовує свою владу? Спочатку — для гноблення. Бо він не доброчесніший, ніж ті, хто панував до нього, і не хоче вводити нікого в оману. Різниця лише в тому, що він буде пригнічувати меншість, а ті гнобили більшість; він буде пригнічувати тисячі, а ті гнітили мільйони. Але він нікого не буде кидати до в'язниць, нікого не битиме батогами, катувати, спалювати на вогнищах і засилати, не буде змушувати своїх підданих працювати по вісімнадцять годин на день і не буде морити голодом їх сім'ї. Він подбає про те, щоб все було справедливо — справедливий робочий день, справедлива заробітна плата.

### Ставлення до релігії
Дружина Твена, глибоко віруюча протестантка (конгрегаціоналістка), так і не змогла «навернути» чоловіка, хоча він намагався за її життя уникати гострих тем. Чимало романів та нарисів Твена (наприклад, «Янкі з Коннектикуту при дворі короля Артура», «Листи з Землі») містять вкрай різкі випади на адресу католицької церкви. Останніми роками Твен написав чимало оповідань на релігійну тематику, в яких висміював протестантську етику (наприклад, «Допитлива Бессі»).
З посмертно опублікованих матеріалів ясно, що Марк Твен був нескінченно далекий від будь-якої існуючої релігійної конфесії. Свої погляди він підсумував у 1906 році в «Роздумах про релігію»:

Тепер поговорімо про істинного Бога, справжнього Бога, великого Бога, найвищого і верховного Бога, дійсного творця реального всесвіту … — всесвіту, не виготовленого вручну для астрономічної дитячої, але виниклого в безмежній протяжності простору по велінню щойно згаданого справжнього Бога, Бога неймовірно великого і величного, порівняно з яким всі інші боги, міріадами кишать в жалюгідній людській уяві, подібні рою комарів, що загубилося в нескінченності порожнього неба … 

Коли ми досліджуємо незліченні чудеса, пишність, блиск і досконалість цього нескінченного всесвіту (тепер ми знаємо, що всесвіт нескінченний) і переконуємося, що все в ньому, від стеблинки трави до лісових велетнів Каліфорнії, від невідомого гірського потічка до безмежного океану, від ходу припливів і відпливів до величного руху планет, беззаперечно підкоряється суворій системі точних, законів, що не знають винятку, ми осягаємо — не припускаємо, не виводимо, але осягаємо, — що Бог, який єдиною думкою створив цей неймовірно складний світ, а іншою думкою створив керуючі їм закони, — цей Бог наділений безмежною могутністю … 

Чи відомо нам, що він справедливий, добрий, лагідний, милосердний, щедрий? Ні. У нас немає ніяких доказів того, що він володіє хоча б однією з цих якостей, — і в той же час кожен день, що приходить, приносить нам сотні тисяч свідоцтв — ні, не свідоцтв, а незаперечних доказів, — що він не володіє жодною з них. 

За повної відсутності в нього будь-якої з тих якостей, які могли б прикрасити бога, вселити до нього повагу, викликати благоговіння і поклоніння, справжній бог, справжній бог, творець неосяжної всесвіту нічим не відрізняється від всіх інших наявних богів. Він кожен день абсолютно ясно показує, що анітрохи не цікавиться ні людиною, ні іншими тваринами — хіба тільки для того, щоб катувати їх, знищувати і отримувати від цього заняття якусь розвагу, роблячи при цьому все можливе, щоб його вічна і незмінна одноманітність йому не приїлася. — Марк Твен, Роздуми про релігію
Яскраво передає ставлення до релігії його твір «Щоденник Адама», в якому в гострій сатирі критикується можливість у сучасному світі не те, що зберігати, але й розвивати віру в Бога, при чому так, що сам би Бог побачивши, як трактують Біблію, був би шокований.

## Вшанування пам'яті
24 квітня 2024 року у місті Одеса парк імені Максима Горького перейменували на парк культури і відпочинку імені Марка Твена.
26 липня 2024 року у місті Первомайськ провулок Самуїла Маршака перейменували на провулок Марка Твена.

## Екранізації творів
За його книжками в Україні створено стрічки:
- «Том Соєр» (1937) Л. Френкеля,
- «Принц і жебрак» (1972) В. Гаузнера
- «Нові пригоди янкі при дворі короля Артура» (1988, 2 с.) В. Греся,
- телесеріал «Пригоди Тома Соєра і Гекльберрі Фінна» (1981, т/ф, 3 с.) С. Говорухіна.